# Тирренское море
Тирре́нское мо́ре (итал. mar Tirreno, лат. mare Tyrrhenum, лат. mare Tuscum, корс. mari Tirrenu, сиц. mari Tirrenu, сард. Mare Tirrenu, неап. Mar Tirreno, фр. mer Tyrrhénienne) — часть Средиземного моря у западного побережья Италии, между Апеннинским полуостровом (итальянские области Тоскана, Лацио, Кампания, Базиликата и Калабрия) и островами Сицилия, Сардиния, Корсика и Эльба. На юго-востоке соединяется с Ионическим морем через Мессинский пролив, на северо-западе соединяется с Лигурийским морем через Тосканский архипелаг.

## Античность
В античные времена имело название Авсонийское море (греч. Αυσονιον πελαγος), по италийскому племени авзонов.
У древних римлян эта часть Средиземного моря также называлась Mare inferum — «Нижнее море», в отличие от Mare superum — «Верхнее море» (Адриатическое море).

## Этимология
Название моря происходит от слова tyrrhenoi (tyrsenoi), которым древние греки называли выходцев из Лидии (Малая Азия), переселившихся на Апеннинский полуостров в район нынешней итальянской провинции Тоскана. Как утверждал греческий историк Геродот, лидийский царевич Тиррен после нескольких лет неурожаев и голода повёл часть своего народа на запад в поисках новой родины. Лидийцы высадились на западном побережье Апеннинского полуострова и, завладев новыми землями, стали называться по имени своего предводителя — тирренами (в Древнем Риме их называли этрусками). По имени этого народа стали называть и ту часть Средиземного моря, на побережье которой они жили в течение многих веков.

## Описание

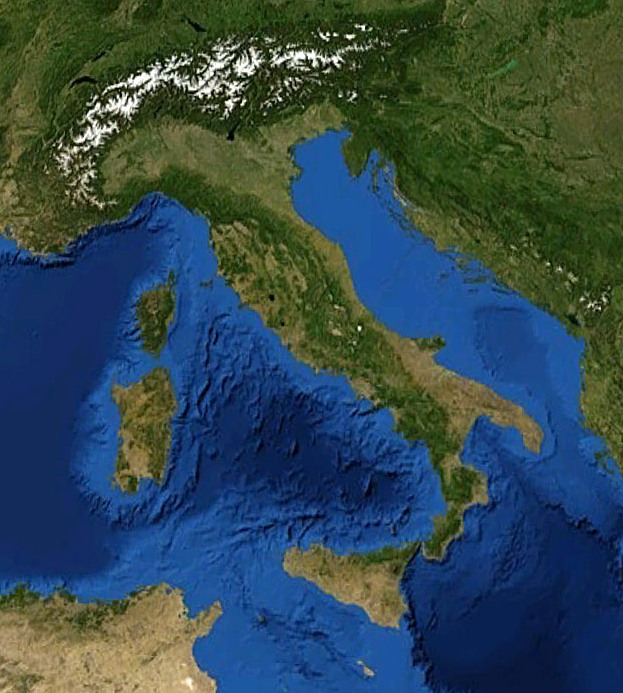
Район Тирренского моря

Море представляет собой тектоническую котловину, достигающую глубины 3830 м. Площадь составляет 214 тыс. км², что делает его крупнейшей по размеру частью Средиземного моря.
В районе моря проходит сейсмический разлом между Европой и Африкой, отсюда — цепь подводных горных вершин и действующие вулканы (Везувий, Стромболи, Вулькано и др.)
Проливы, с которыми Тирренское море сообщается с другими частями Средиземного моря:
- Корсиканский на севере, между Италией и островом Корсика (ширина — около 80 км);
- Бонифачо на западе, между Корсикой и Сардинией (ширина — 11 км);
- Сардинский на юго-западе, между Сардинией и Тунисом (ширина — около 200 км);
- Тунисский на юге, между Сицилией и Тунисом (ширина — 160 км);
- Мессинский на юго-востоке, между Сицилией и Аппенинским полуостровом (ширина — 3 км).

## Экономика
Основные порты: Неаполь, Палермо, Кальяри (Италия), Бастия (Корсика, Франция).